# Дюссельдорф-Эллер
Эллер (нем. Eller) — один из 50 районов Дюссельдорфа, расположенный в 8-м округе города. Граничит с районами Лиренфельд, Обербильк, Феннхаузен, Унтербах, Верстен, Хольтхаузен и Хассельс. В Эллере протекает южный рукав реки Дюссель, давшей название городу.

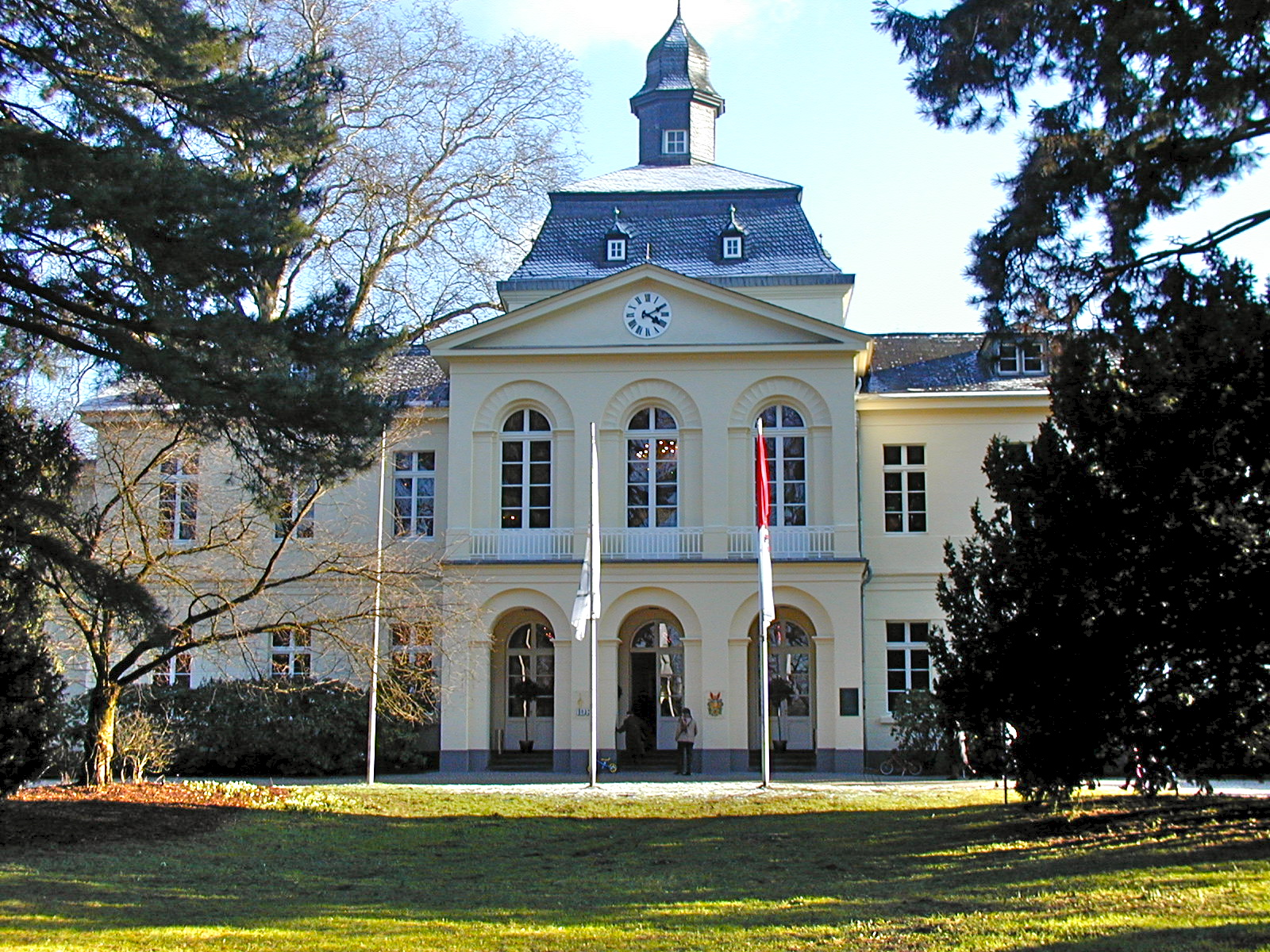
Замок Эллер
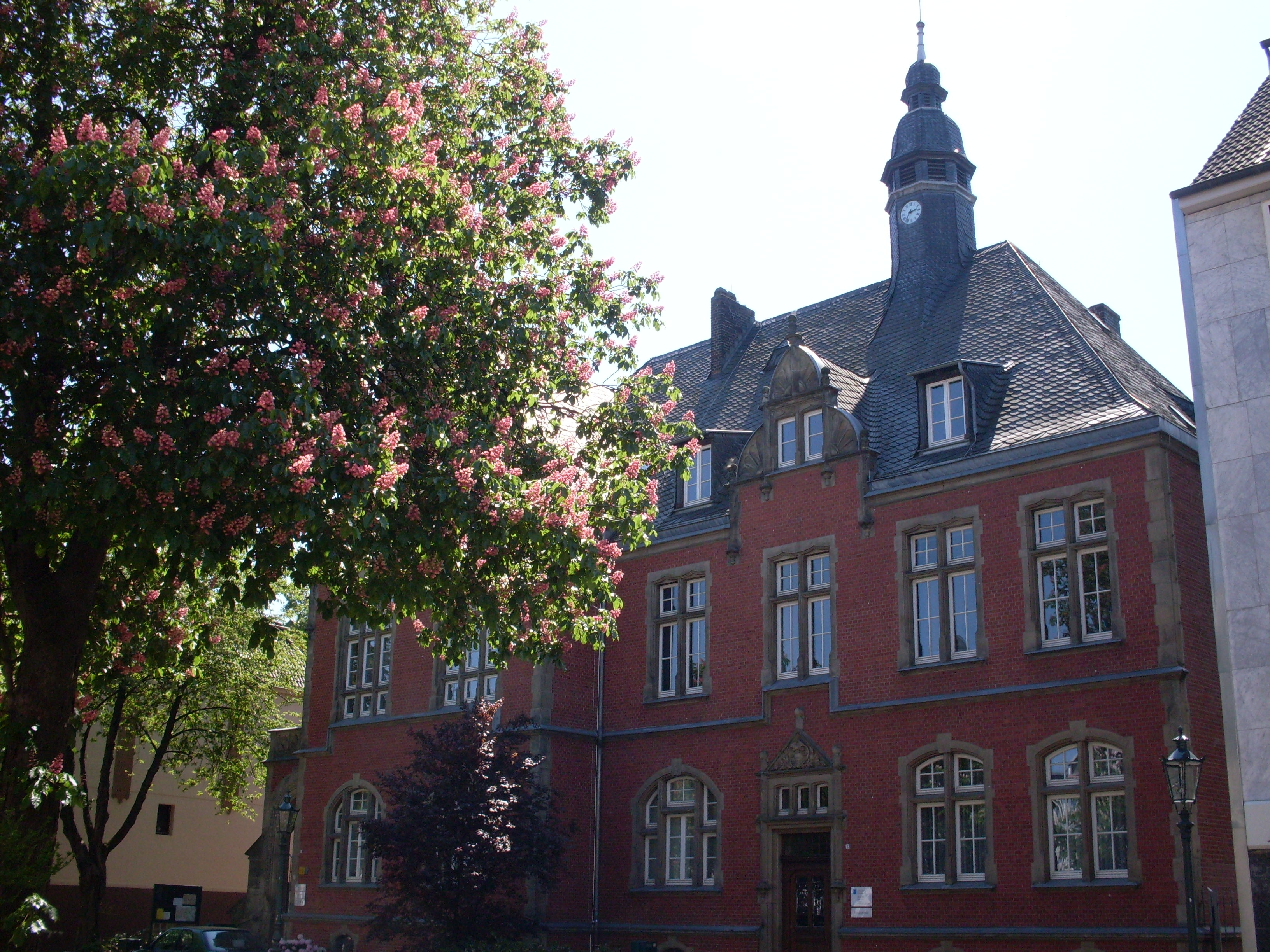
Ратуша Эллера